# Pieter de Bloot
Pieter de Bloot (vers 1601, Rotterdam - 1658, Rotterdam) est un peintre néerlandais du siècle d'or. Il est connu pour ses peintures de scènes de genre, de scènes historiques, de scènes religieuses, de paysages et de natures mortes.

## Biographie
Pieter de Bloot est né vers 1601 à Rotterdam aux Pays-Bas.
Il est issu d'une famille flamande qui a quitté Anvers et s'est installée à Rotterdam peu avant sa naissance. On ne connaît peu de choses sur sa formation en peinture. Il est incontestable que sa peinture est influencée par les peintres flamands, en particulier David Teniers. Entre 1624 et 1630, il se marie à trois reprises car ses deux premières épouses sont décédées peu de temps après le mariage. Par ses mariages successifs, il se constitue un patrimoine qu'il essaie de faire fructifier via différents placements plus ou mois heureux, comme par exemple des investissements dans l'immobilier ou dans une usine de fabrication de briques.
Il peint de nombreux paysages et des scènes paysannes, qui sont très en demande par les collectionneurs locaux. Ses œuvres sont comparables à celles d'autres artistes de  Rotterdam tels que Cornelis Saftleven et Hendrik Sorgh.
Il meurt en novembre 1658 à Rotterdam.

## Œuvres
- Kermesse paysanne[3], Rijksmuseum, Amsterdam
- Le bureau de l'avocat[4], Rijksmuseum, Amsterdam
- Le Christ avec Marie et Marthe[5], Liechtenstein Museum, Vienne
- Paysage avec ferme (vers 1645), huile sur panneau, 39 × 64 cm, Musée des beaux-arts de Gand[6]